# Steve Halaiko
Stephen Michael Halaiko, detto Steve (Auburn, 27 dicembre 1908 – 6 febbraio 2001), è stato un pugile statunitense.

## Palmarès

### Olimpiadi
- Argento a Amsterdam 1928 nei pesi leggeri.